# Auto de Páscoa
O Auto de Páscoa da Igreja da Cidade é uma tradicional encenação da Paixão de Cristo que acontece anualmente na cidade de São José dos Campos, realizada pela Igreja da Cidade. Em 2017 o evento, sob o tema "Emunah", teve sua 14ª edição. Atrai, em média, nas 8 apresentações que acontecem todos os dias da Semana Santa, 35.000 espectadores no total, por ano, de todo o estado de São Paulo. É também transmitido pela internet, e a edição de 2017 foi transmitida ao vivo pela Rede Super.  
Todo o trabalho do Auto de Páscoa é voluntário, com cerca de 1.000 pessoas por ano, membras da Igreja da Cidade, servindo distribuídas entre montagem de cenário, coro, corpo de dança e teatro, solistas, orquestra, estacionamento, recepção, maquiagem, figurino e técnica.

## Conteúdo

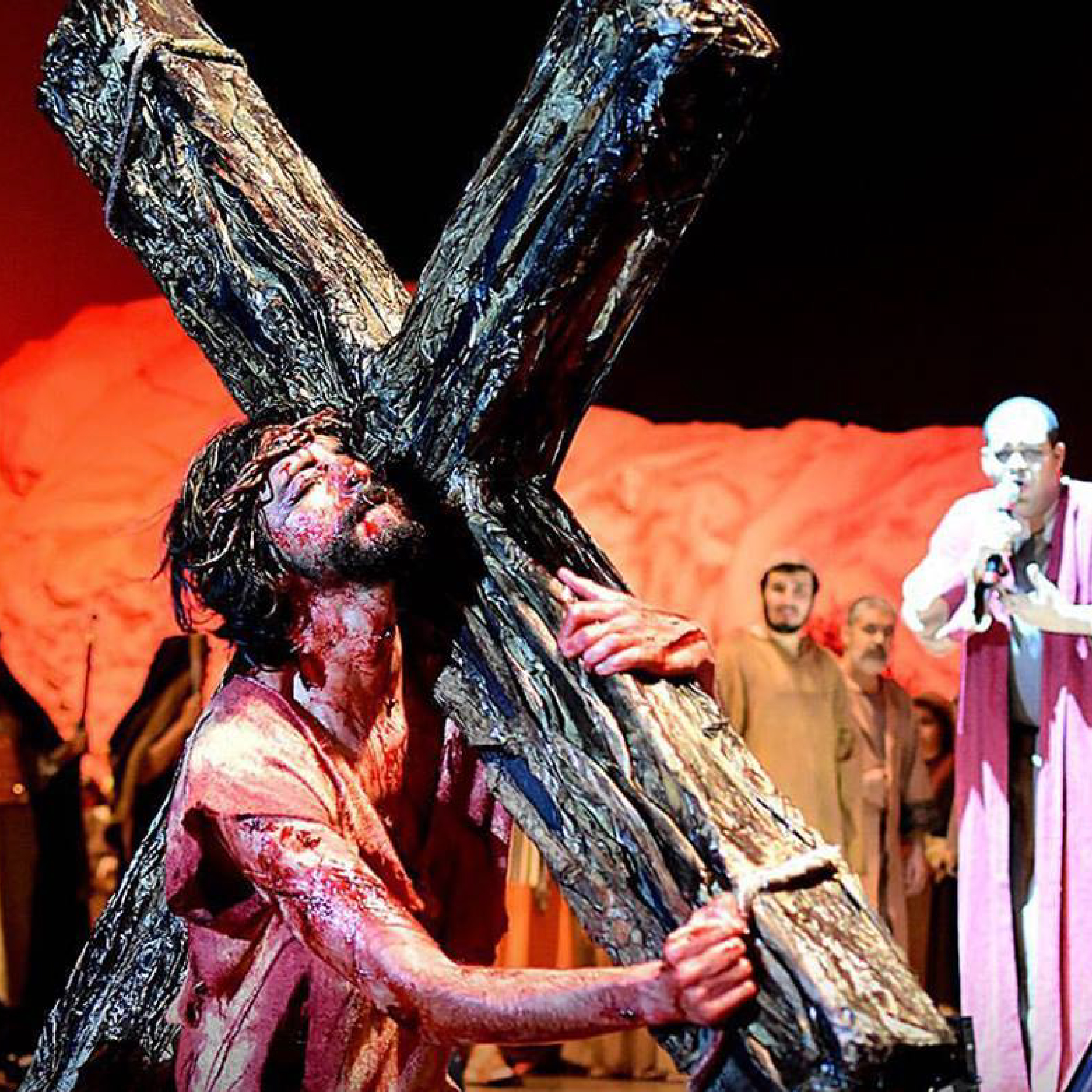
Cena da via dolorosa.

O espetáculo, de grandes proporções, busca contar a história da vida de Jesus em forma de musical contextualizado ao modo de vida da época, com foco em seus 3 últimos anos na terra, que antecedem sua crucificação e ressurreição. Já foram apresentadas diversas cenas, inspiradas tanto no Antigo Testamento da Bíblia, como o sacrifício de Abraão, como no Novo Testamento, entre elas o nascimento de Jesus, seu batismo, o chamado dos discípulos, diversos milagres realizados por Jesus, como a multiplicação dos pães e peixes, a cura dos 10 leprosos, a ressurreição de Lázaro, o dia a dia na terra com os discípulos, a entrada em Jerusalém no domingo de ramos, a santa ceia, o julgamento de Jesus, sua crucificação e ressurreição. 

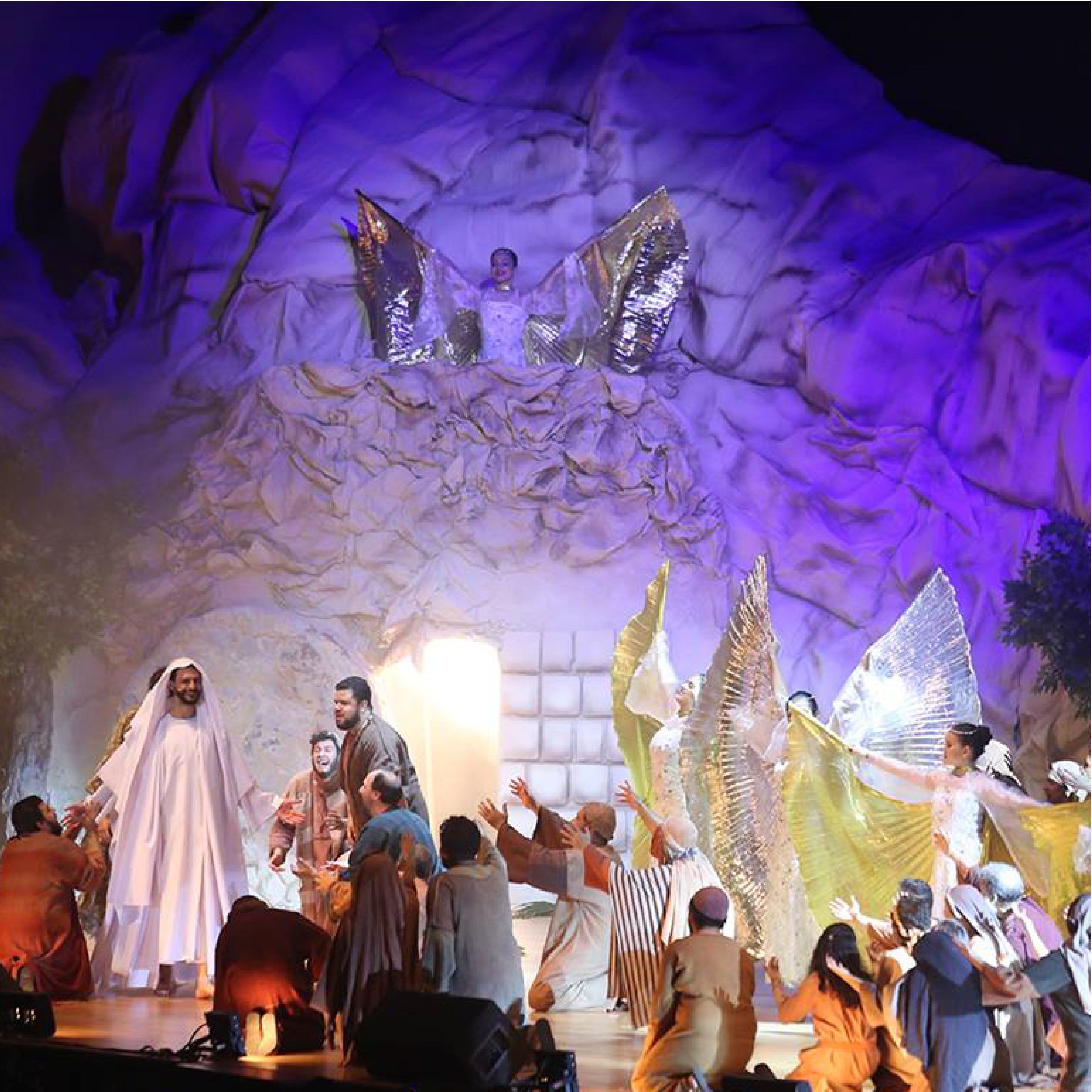
Cena da ressurreição.

A cada ano o espetáculo é realizado com novas músicas, coreografias, personagens e cenas. A população do Vale do Paraíba, grande São Paulo, sul fluminense e sul de Minas Gerais é atraída anualmente para o musical que desde seu início tem como ingresso 1kg de alimento não perecível, trocado antecipadamente pela internet ou em postos de troca, e as mais de 30 toneladas angariadas anualmente são repassadas a diversas instituições sociais da região. A partir do Auto de Páscoa, muitos espetáculos similares surgiram no Brasil. 

## História
O evento foi idealizado por Carlito e Leila Paes, e é realizado pela equipe criativa da Igreja da Cidade em São José dos Campos. Teve início em 2003 no estacionamento do Shopping Colinas, em São José dos Campos. Atraiu já em sua primeira edição cerca de 40.000 pessoas por espetáculo e, desde então, já recebeu cerca de 500.000 espectadores. O Auto já aconteceu no Shopping Colinas, na antiga sede da Igreja da Cidade, então PIB, na Av. José Jongo, na Expo Vale Sul, e atualmente acontece, na Semana Santa, no Auditório Principal do Campus Colina da Igreja da Cidade em São José dos Campos.